# No-Man
No-Man est un groupe de rock britannique, originaire d'Angleterre. Il a été formé en 1987 par le chanteur Tim Bowness et le chanteur et multi-instrumentiste Steven Wilson, leader du groupe Porcupine Tree. No-Man est à la fois un groupe proche du trip hop, de l'ambient et de la musique électronique. Together We're Stranger et Schoolyard Ghosts sont leurs deux albums les plus marquants ; aussi sombre qu'harmonieux, il en émane un climat éthéré et onirique très singulier.

## Biographie

### Formation (1986–1989)
Steven Wilson lance à l'origine le groupe en 1986 comme projet solo sous le nom de No Man Is An Island (Except the Isle of Man), pour enregistrer un morceau instrumental, From a Toyshop Window. En 1987, il s'associe au chanteur, guitariste et claviériste occasionnel Tim Bowness, à cette période membre d'un groupe pop art appelé Plenty. Bowness et Wilson continuent de travailler ensemble pendant les sessions pendant les deux prochaines années. Le violoniste Ben Coleman se joint au projet après s'être impliqué en session à la fin 1988. En 1989, le groupe devient un quatuor scénique en recrutant le guitariste Stuart Blagden.
No Man Is an Island publie un premier single, une ballade intitulée The Girl From Missouri, au label Plastic Head Records à la mi-1989. Le groupe déçu de cette première approche se met à la synth-pop agressive (comme en témoigne l'EP cassette Swagger) et voit partir Blagden.

### Période pop (1990–1994)
En 1990, No Man Is an Island devient No-Man et un trio voix/violon/guitare et cassettes (avec Wilson à tous les autres instruments et à la programmation en studio).
Leur première sortie sous No-Man est un single homonyme accompagné de Colours (une reprise du morceau de Donovan Leich, sorti dans les années 1960). Le single est élu single de la semaine aux magazines Melody Maker, Sounds et sur Channel, et est réédité par le label Probe Plus en octobre 1990.
L'intérêt de Colours mène No-Man à signer avec Dave Massey pour un contrat au label indépendant Hit and Run Music Publishing. Massey signe ensuite un contrat avec le label One Little Indian. À cette période, le groupe attire l'engouement de la scène musicale britannique et atteint le top 20 avec les singles Days In the Trees et Ocean Song", puis le Billboard Top 40 avec le single Taking It Like A Man (34e place).
Le premier mini-album de No-Man (une compilation de morceaux d'EP intitulée Lovesighs - An Entertainment) est publiée en avril 1992, puis ils tournent en octobre la même année avec des membres de Japan – Mick Karn, Steve Jansen et le claviériste Richard Barbieri, qui a été recruté par Massey. Leur premier album, le très pop Loveblows and Lovecries - A Confession suit en mai 1993. En 1994, No-Man sort un deuxième album, Flowermouth.

### Vers du art-rock (1995–2000)
Deux albums publié en 1995 clôturent la première phase musicale du groupe - un set d’ambient dance intitulé Flowermix et une compilation de faces B et raretés intitulée Heaven Taste. Le groupe s'oriente vers un autre style musical dans la veine de groupes et artistes comme Talk Talk, David Sylvian, Radiohead, Scott Walker et Kate Bush. Depuis le milieu des années 1990, No-Man sortira plusieurs albums via Snapper Music.
Les albums Wild Opera (1996) et Dry Cleaning Ray (1997) (sortis au label 3rd Stone Ltd.) explorent un mélange de sonorité dance sombres, de art rock expérimental et de trip-hop profond, tout en maintenant la sonorité ballade de No-Man. Un EP, Carolina Skeletons, suit en 1998.
En 1999, le groupe publie Speak, une compilation d'anciens morceaux ambient inédits.

### Ballades (depuis 2000)
Avec un contrat au label Snapper Music, le groupe publie Together We're Stranger en 2003. En 2006, No-Man réalise une performance inédite au Norwich Garage (partie intégrante de l'événement du label Burning Shed).
Le groupe publie Schoolyard Ghosts le 12 mai 2008, et est bien accueilli par la presse écrite, notamment par le magazine Classic Rock. Il fait participer Pat Mastelotto, Theo Travis, Gavin Harrison, Colin Edwin, Bruce Kaphan (ex-American Music Club) et The London Session Orchestra (arrangé par Dave Stewart). Le 27 mai 2008, No-Man est annoncé pour un film étudiant de Dan Faltz, Weak Species.
Mixtaped — un coffret double DVD qui comprend un film de leur performance à guichet fermé à Londres — est publié en octobre 2009. 
Le 22 décembre 2011, le groupe annonce sur Facebook un nouvel album intitulé Love and Endings, enregistré au Leamington Spa Assembly en octobre 2011, pour une sortie le 27 février 2012.

## Discographie

### Albums studio
- 1993 : Loveblows and Lovecries - a Confession
- 1994 : Flowermouth
- 1995 : Flowermix
- 1996 : Housewives Hooked On Heroin
- 1996 : Wild Opera
- 1998 : Carolina Skeletons
- 1999 : Speak
- 2001 : Returning Jesus
- 2003 : Together We're Stranger
- 2008 : Schoolyard Ghosts
- 2012 : Love and Endings
- 2019 : Love You to Bits

### Compilations
- 1992 : Lovesighs: An Entertainment (Compilation de 3 EP de 1990 à 1991)
- 2006 : All the Blue Changes: An Anthology 1988-2003
- 2024 : Housekeeping: The OLI Years 1990-1994 (Compilation 5CD période label One Little Independent Records)